# 北一郎
北 一郎（きた いちろう、1961年（昭和36年） - ）は、日本の生理学者。東京都立大学人間健康科学研究科教授。博士（医学）（東邦大学）。運動生理学・神経生理学が専門で、ストレス・覚醒・情動反応の脳内メカニズムの研究や呼吸循環の神経性調節に関する研究を行っている。

## 略歴・人物
- 1961年（昭和36年） - 石川県生まれ。
- 1980年（昭和55年） - 石川県立小松高等学校卒業。
- 1984年（昭和59年） - 金沢大学教育学部卒業。
- 1986年（昭和61年） - 金沢大学大学院教育学研究科修士課程修了。東京都立大学 (1949-2011)理学部助手。
- 1997年（平成9年） - 東京都立大学大学院理学研究科助教授。博士（医学）（東邦大学）取得。論文名は「Cardiorespiratory changes when balancing one′s whole body on one leg with eyes closed(閉眼片足立ちに対する呼吸循環反応)」[1]。
- 2002年（平成14年） - スタンフォード大学客員准教授として、覚醒反応の脳内神経機構に関する研究に従事（-2003年（平成15年））。
- 2008年（平成20年） - 首都大学東京大学院人間健康科学研究科教授。

## 著作
- 「図解雑学 呼吸のしくみ」 - ナツメ社（2005年2月）

## テレビ出演
- 世界一受けたい授業（2008年8月16日）
- チコちゃんに叱られる！（2019年4月26日）